# Fellabær
Fellabær is een plaats in het oosten van IJsland in de regio Austurland met ongeveer 400 inwoners. Het ligt aan de  westelijke oever van het Lagarfljótmeer waar deze in de Vífilsstaðaflói rivier overgaat. Aan de andere kant ligt Egilsstaðir waarmee het samen met Eiðar en Hallormsstaður tot de gemeente Fljótsdalshérað hoort.

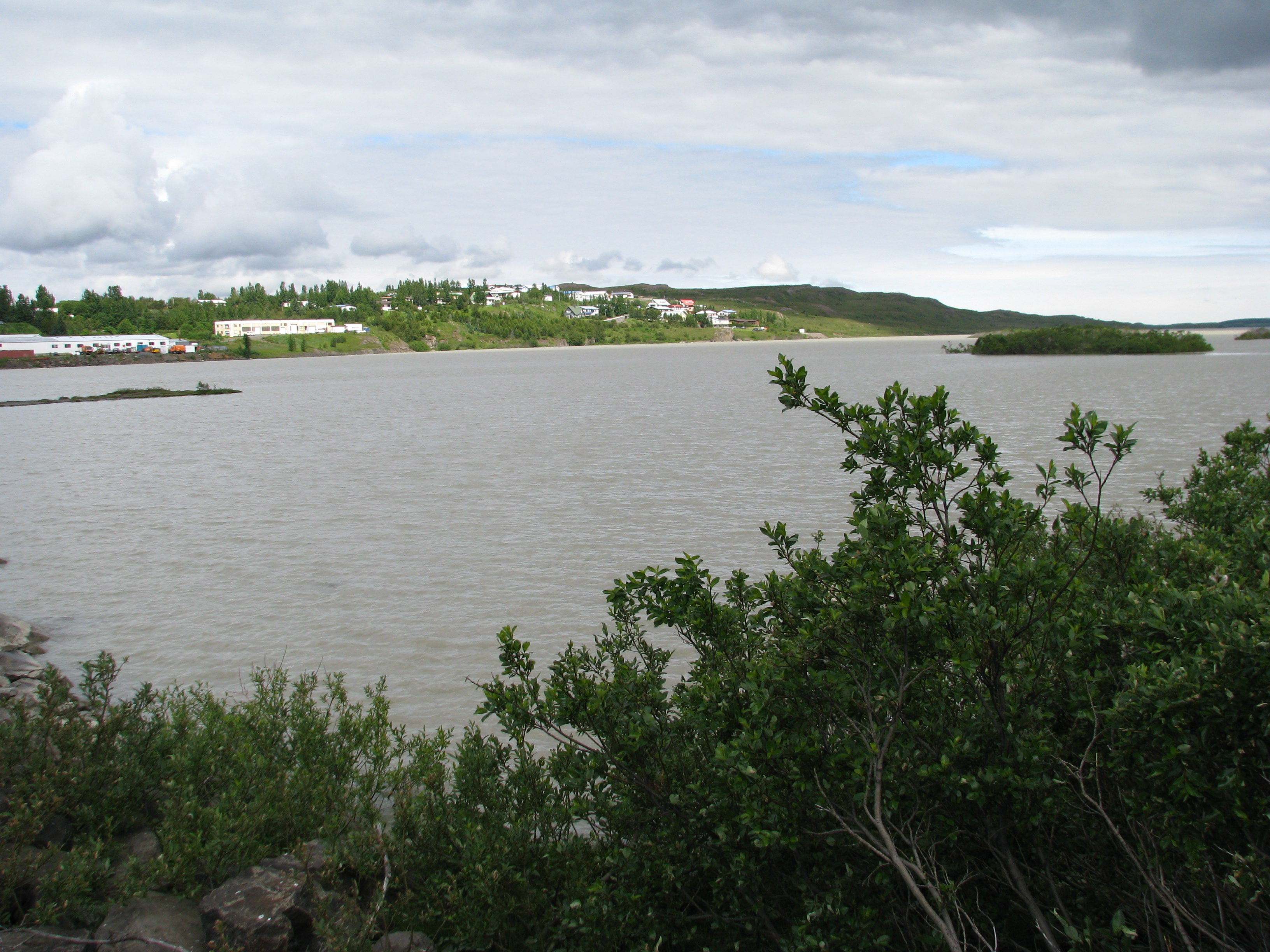
Zicht op Fellabær.